# George Jacob Koovakad

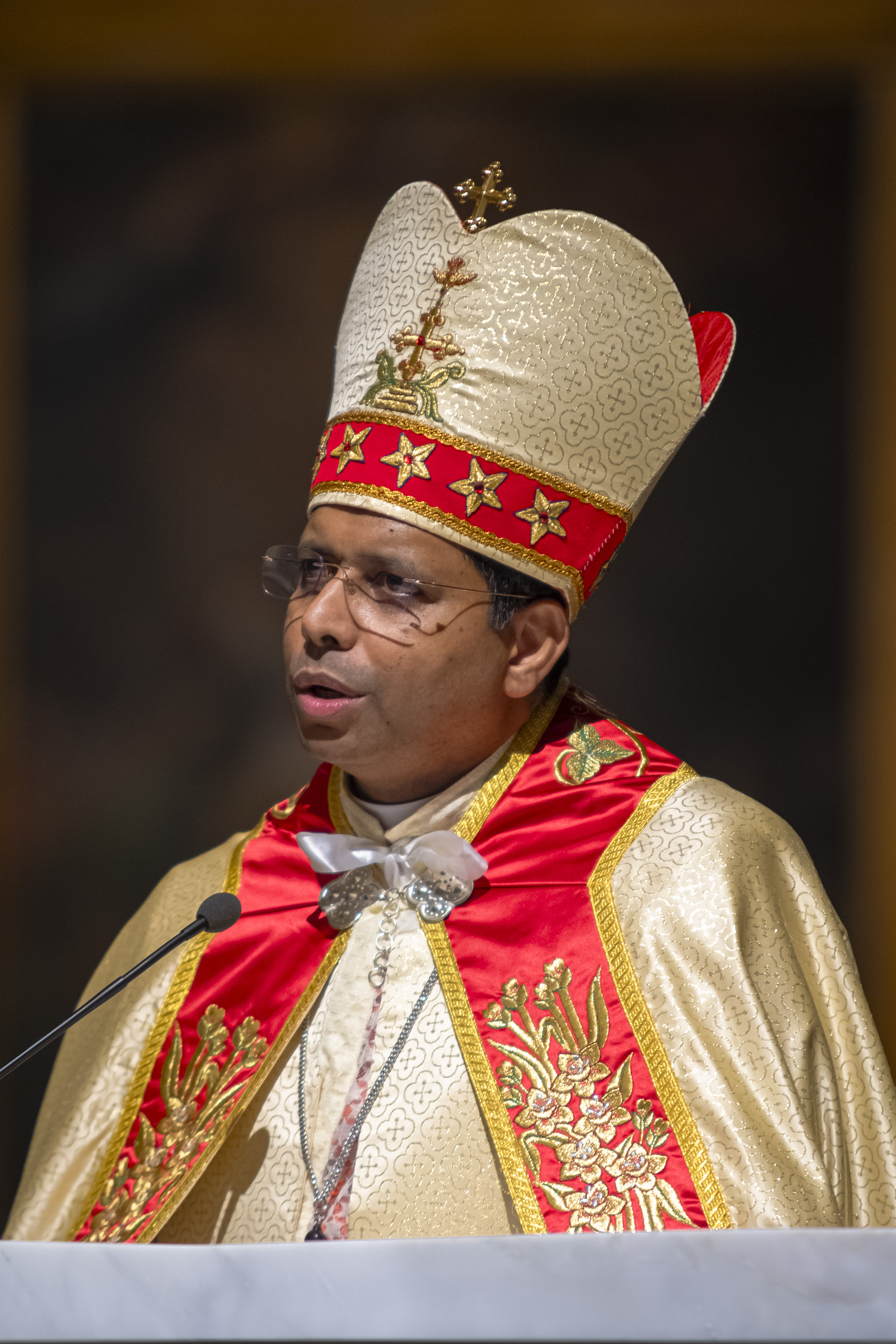
Kardinal Koovakad (2025)

Kardinalswappen von George Jacob Koovakad

George Jacob Kardinal Koovakad (Malayalam ജോർജ് കൂവക്കാട്; * 11. August 1973 in Chethipuzha, Kerala) ist ein indischer syro-malabarischer Geistlicher und Kurienkardinal der römisch-katholischen Kirche.

## Leben
George Jacob Koovakad besuchte zunächst ab 1992 das St. Berchmans College in Changanassery, an dem er 1995 einen Bachelor of Science im Fach Chemie erlangte. Daneben leitete er zeitweise die katholische Studentenbewegung am St. Berchmans College. Später besuchte er das Kleine Seminar St. Thomas in Kurichy. Anschließend studierte er Philosophie und Katholische Theologie am Päpstlichen Priesterseminar St. Joseph in Aluva und an der Päpstlichen Universität Santa Croce in Rom. Dort erwarb er 2002 ein Baccalaureato und 2004 ein Lizenziat. Am 24. Juli 2004 empfing er durch den Erzbischof von Changanacherry, Joseph Powathil, das Sakrament der Priesterweihe für die Erzeparchie Changanacherry.
Nach der Priesterweihe war Koovakad zunächst als Pfarrvikar der Pfarrei St. Mary in Parel tätig. Später setzte er seine Ausbildung an der Päpstlichen Diplomatenakademie in Rom fort. Daneben wurde er im Juni 2006 an der Päpstlichen Universität Santa Croce bei Luis Navarro mit der Arbeit The Obligation of Poverty for Secular Clerics in the Codes of Canon Law („Die Armutsverpflichtung für Säkularkleriker in den Kodizes des Kanonischen Rechts“) im Fach Kanonisches Recht promoviert. Während seiner Studienzeit in Rom war er Alumnus des Pontificio Collegio Internazionale Maria Mater Ecclesiae. Koovakad trat 2006 in den diplomatischen Dienst des Heiligen Stuhls ein. Er wirkte an den Nuntiaturen in Algerien (2006–2009), in Südkorea (2009–2012), im Iran (2012–2014), in Costa Rica (2014–2018) und in Venezuela (2018–2020). Papst Franziskus verlieh ihm am 1. Oktober 2014 den Ehrentitel Päpstlicher Ehrenkaplan und am 13. Dezember 2019 den Ehrentitel Päpstlicher Ehrenprälat. Ab 2020 war Koovakad im Staatssekretariat des Heiligen Stuhls tätig und ab dem 12. September 2021 war er dort für die Planung der päpstlichen Reisen verantwortlich.
Am 6. Oktober 2024 kündigte Papst Franziskus an, ihn am 7. Dezember 2024 in das Kardinalskollegium aufnehmen zu wollen. Am 25. Oktober 2024 ernannte ihn Papst Franziskus zudem zum Titularerzbischof von Nisibis dei Caldei. Der Großerzbischof von Ernakulam-Angamaly, Raphael Thattil, spendete ihm am 24. November desselben Jahres in der Kathedrale St. Mary in Changanassery die Bischofsweihe; Mitkonsekratoren waren der Erzbischof von Changanacherry, Thomas Tharayil, und der Substitut des Staatssekretariates des Heiligen Stuhls, Kurienerzbischof Edgar Peña Parra. Sein Wahlspruch Fragantiam Christi caritatis effundere („Den Duft der Nächstenliebe Christi verströmen“) stammt aus 2 Kor 2,15 . Im Konsistorium vom 7. Dezember 2024 nahm ihn Papst Franziskus als Kardinaldiakon mit der Titeldiakonie Sant’Antonio di Padova a Circonvallazione Appia in das Kardinalskollegium auf. Die Besitzergreifung seiner Titeldiakonie fand am 13. Juni des folgenden Jahres statt.
Am 11. Januar 2025 berief ihn der Papst zum Mitglied des Dikasteriums für die orientalischen Kirchen und am 24. Januar desselben Jahres zum Präfekten des Dikasteriums für den Interreligiösen Dialog. Als einer der jüngsten wahlberechtigten Kardinäle nahm Koovakad am Konklave 2025 teil, das Leo XIV. wählte.